# 山田勝巳
山田 勝巳（やまだ かつみ、1905年 6月6日 - 1970年）は、日本のノルディック複合、スキージャンプ選手。1932年レークプラシッドオリンピック日本代表。
北海道札幌市生まれ。北海中、北海道帝国大学農学部林学科卒業後、1929年に青森県の大鰐営林署へ就職。青森林友会所属で競技を続けた。
1932年レークプラシッドオリンピックスキージャンプで32位、ノルディック複合32位。
のちに鰺ヶ沢営林署をへて北海道庁へ異動。一方で全日本スキー連盟技術委員や複合部長などを歴任した。
理論家肌で逆転の発想をよくすることから””逆さん”の愛称で慕われた。

## 注
1. ↑  日本スキー意外史　＝わが師わが友＝　 ／伊黒正次著